# Devoli
Il Devoli (in albanese Devoll, in greco Eordaikos, in latino Eordaïcus) è un fiume che attraversa la parte meridionale dell'Albania. Dalla sua confluenza con il fiume Osum origina il fiume Seman.